# والتر شميد
والتر شميد هو صناعي سويسري، ولد في 8 نوفمبر 1944 في Oberhelfenschwil ‏ في سويسرا.